# Mesorregión Metropolitana de Belo Horizonte
La mesorregión Metropolitana de Belo Horizonte es una de las doce  mesorregiones del estado brasileño de Minas Gerais. Es formada por la unión de 105 municipios agrupados en ocho  microrregiones.

## Microrregiones
- Belo Horizonte
- Conceição do Mato Dentro
- Conselheiro Lafaiete
- Itabira
- Itaguara
- Ouro Preto
- Pará de Minas
- Sete Lagoas

## Ciudades más grandes
- Belo Horizonte - 2.434.642 habitantes
- Contagem - 617.749 habitantes
- Betim - 429.507 habitantes
- Ribeirão das Neves - 340.033 habitantes
- Santa Luzia - 227.438 habitantes
- Sete Lagoas - 221.764 habitantes
- Ibirité - 155.290 habitantes
- Sabará - 125.285 habitantes
- Conselheiro Lafaiete - 113.576 habitantes
- Itabira - 109.380 habitantes
- Pará de Minas - 85.000 habitantes